# فال‌آوت ۴: دنیای نوکا
فال‌آوت ۴:  دنیای نوکایک بسته الحاقی برای بازی ویدئویی نقش آفرینی اکشن پسا آخرالزمانی فال‌آوت ۴ در سال ۲۰۱۵ است. این بازی توسط استودیوی بازی سازی بتزدا توسعه یافته و توسط بتردادسافت‌ورکز منتشر شده است و در ۳۰ آگوست ۲۰۱۶ برای پلی استیشن ۴ ، ویندوز و ایکس باکس وان منتشر شده است. این فیلم در شهربازی خیالی همنام نوکا-ورلد اتفاق می‌افتد. همانند نوکا-ورلد، فال‌آوت ۴ را می توان در دو منظر اول شخص و  سوم شخص بازی کرد. بازیکن در طول سفر خود از طریق نوکا-ورلد، یک پارک تفریحی سابق که اکنون بین گروه‌های متخاصم مهاجمان تقسیم شده است، قهرمان داستان را کنترل می‌کند. گیم پلی اصلی نوکا-ورلد، جستجو و اکتشاف است. پس از اتمام ماموریت‌ها، بازیکن با پول خیالی فرنچایز، درب بطری‌های Nuka-Cola و امتیازات تجربه پاداش می‌گیرد.
توسعه Nuka-World پس از انتشار Fallout 4 ' نوامبر 2015 آغاز شد. این گسترش تا حدی بر اساس بازخورد بازیکنان بود که تمایل به محتوای بیشتر شامل Raiders را بیان می کرد. شایعات Nuka-World سه ماه قبل از انتشار رسمی پس از یافتن فایلی مبنی بر گسترش جدید در کد منبع Fallout 4 ' به انتشار کردند. توسعه توسط Matt Grandstaff در وبلاگ Bethesda Game Studios تایید شد. Fallout 4: Nuka-World با نقدهای متفاوتی منتشر شد و منتقدان مکان‌های جدید را ستایش کردند، اما به Nuka-World نسبت به Far Harbor - بسته الحاقی قبلی این بازی - امتیاز کمتری دادند و معتقد بودند که از خط داستانی کمتر ظاهری رنج می‌برد.

## در ادامه مطلب
- نونلی، استفانی (15 ژوئن 2016). Fallout 4: Nuka-World DLC به بازیکنان این امکان را می‌دهد تا در ماه آگوست «باندهای مرگبار Raiders» را رهبری کنند . VG247 . بازبینی شده در ۲۲ اوت ۲۰۱۶
- هرناندز، پاتریشیا (15 ژوئن 2016). DLC آینده Fallout 4، Nuka World، به شما اجازه خواهد داد که یک مهاجم شیطانی شوید . کوتاکو Gawker Media . بازبینی شده در ۲۲ اوت ۲۰۱۶